# Baldwin Bluff
Il Baldwin Bluff (in lingua inglese: Falesia Baldwin) è una falesia o scogliera rocciosa antartica, situata circa 10 km a sudovest della sommità del Monte Whewell, nei Monti dell'Ammiragliato, in Antartide. 
La falesia è stata mappata dall' United States Geological Survey (USGS) sulla base di rilevazioni e foto aeree scattate dalla U.S. Navy nel periodo 1960-64.
La denominazione è stata assegnata dall' Advisory Committee on Antarctic Names (US-ACAN) in onore di Howard A. Baldwin, biologo che prestava servizio presso la Stazione McMurdo nel 1966-67.